# Fiat CR.20
Fiat CR.20 – włoski samolot myśliwski. Zaprojektowany i zbudowany w 1926 roku we włoskiej wytwórni lotniczej  FIAT Aviazione, będącej filią firmy samochodowej FIAT.

## Historia
Samolot myśliwski Fiat CR.20 został skonstruowany przez inż. Celestino Rosatelli w 1926 roku i zbudowany w wytwórni FIAT Aviazione. Było to rozwinięcie konstrukcji samolotu myśliwskiego Fiat CR.1. Samolot myśliwski Fiat CR.20 miał kształt klasycznego półtorapłata. Płaty dwudźwigarowe o konstrukcji metalowej, kryte płótnem – usztywnione między sobą słupkami stalowymi w układzie podwójnej V w widoku z przodu. Lotki umieszczono tylko na górnym płacie. Kadłub o konstrukcji kratownicowej mieścił w części przedniej silnik rzędowy osłonięty blachą aluminiową. Silnik nie wystawał poza obręb kadłuba. Za silnikiem znajdowała się odkryta kabina pilota. Z przodu kabinę osłaniał wiatrochron. W tylnej części kadłuba zamocowano klasyczne usterzenie także o konstrukcji metalowej, kryte płótnem. Kadłub za kabiną pilota był kryty płótnem.  
Prototyp samolotu Fiat CR.20 został oblatany we wrześniu 1926 roku. Podczas prób samolot potwierdził zaplanowane osiągi, wykazał także dosyć dobrą zwrotność. Pod koniec 1926 roku uruchomiono jego produkcję seryjną.
Wersje samolotu Fiat CR.20
- Fiat CR.20 – samolot myśliwski, wersja podstawowa
- Fiat CR.20B – dwumiejscowy samolot szkolny (litera B była pierwszą literą włoskiego słowa Biposto – dwa miejsca). Produkcję rozpoczęto w 1927 roku
- Fiat CR.20 Idro – wodnosamolot myśliwski o pokryciu metalowym kadłuba i podwoziu złożonym z dwóch metalowych pływaków. Produkcję rozpoczęto w 1928 roku
- Fiat CR.20 bis – samolot posiadał mniejszą powierzchnię nośną oraz mocniejszy silnik Fiat A20Aa o mocy 425 KM (313 kW). Był przeznaczony do lotów na większych wysokościach i do rozpoznania fotograficznego. Najbardziej rozpowszechniona wersja. Produkcję rozpoczęto w 1929 roku
- Fiat CR.20 Asso – samolot myśliwski, różnił się od wersji CR.20 bis, tylko silnikiem Isotta-Fraschini Asso-420 o mocy 450 KM (331 kW)

Łącznie w wyprodukowano 450 samolotów Fiat CR.20 wszystkich wersji i odmian.

## Użycie
Samolot Fiat CR.20 od 1926 roku był wprowadzany do użycia w lotnictwie włoskim, a także został zakupiony dla lotnictwa kilku innych państw. 
Użyty bojowo został przez lotnictwo włoskie w trakcie drugiej wojny abisyńskiej w latach 1935–1936 oraz przez lotnictwo paragwajskie w trakcie wojny o Chaco w latach 1932–1936.

## Użycie samolotów w wojsku polskim
W polskim lotnictwie wojskowym znajdowały się 4 samoloty myśliwskie Fiat CR.20, które zostały wypożyczone przez lotnictwo włoskie w celach marketingowych i sprowadzone do Polski w sierpniu 1929 roku dla polskiej ekipy biorącej udział w III Locie Małej Ententy i Polski, organizowanym przez Aeroklub Rumunii we współpracy z Aeroklubem Rzeczypospolitej Polskiej. W zawodach tych, które odbyły się we wrześniu 1929 roku, polscy piloci zajęli dalsze miejsca – najlepszy z nich kpt. pil. Leopold Pamuła zajął 9. miejsce. W związku z tym, że samoloty Fiat CR.20 nie były znacząco lepsze od używanych w Polsce Blériot-SPAD S.61 i ustępowały osiągami nowszym samolotom myśliwskim, co potwierdził udział w tych zawodach, zrezygnowano z ich zakupu. 
Samoloty były następnie eksploatowane w eskadrach treningowych 1 i 2 pułku lotniczego. Według A. Morgały, prawdopodobnie pod koniec 1929 roku zostały zwrócone do Włoch.

## Opis techniczny
Samolot myśliwski Fiat CR.20 był jednomiejscowym samolotem myśliwskim, dwupłatem o konstrukcji mieszanej, przeważnie metalowej, podwozie klasyczne – stałe. Usterzenie klasyczne. Napęd silnik rzędowy 12 cylindrowy Fiat A20. Śmigło dwułopatowe, drewniane.